# Indigenismo

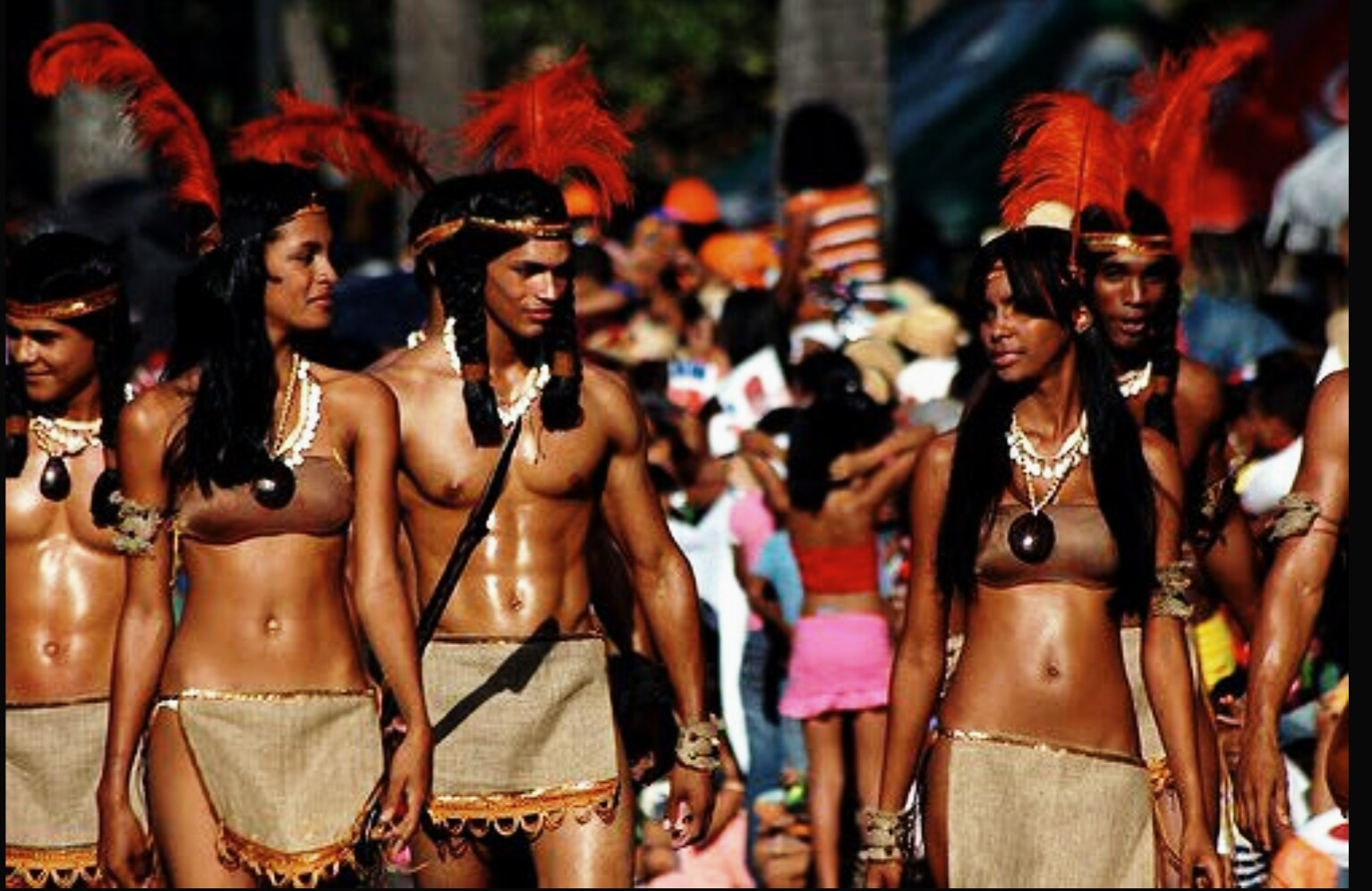
Los taínos fueron el primer pueblo indígena con el que Colón contactó tras la llegada al Nuevo Mundo. Entonces habitaban buena parte del Caribe, desde lo que hoy son las Bahamas a Cuba, Jamaica, la Española o Puerto Rico.

El indigenismo es un término que designa una corriente política, cultural y académica surgida en América Latina, centrada en la representación, defensa o integración de los pueblos indígenas dentro del marco de los Estados nacionales. Si bien algunas expresiones del indigenismo han promovido el reconocimiento de las culturas originarias y la mejora de las condiciones sociales de los pueblos indígenas, otras han sido criticadas por adoptar posturas paternalistas, asimilacionistas o etnocéntricas.  
El término se ha utilizado especialmente para referirse a las políticas estatales desarrolladas desde el siglo XX en países como México, Perú, Bolivia y Brasil, así como a producciones intelectuales impulsadas por sectores no indígenas que buscan interpretar o visibilizar las realidades indígenas desde una perspectiva nacionalista o reformista.
En algunos contextos, se distingue del indianismo, concepto que alude a movimientos políticos liderados directamente por actores indígenas, con énfasis en la autodeterminación, los derechos colectivos y la autonomía territorial.

## Historia

### En el continente americano

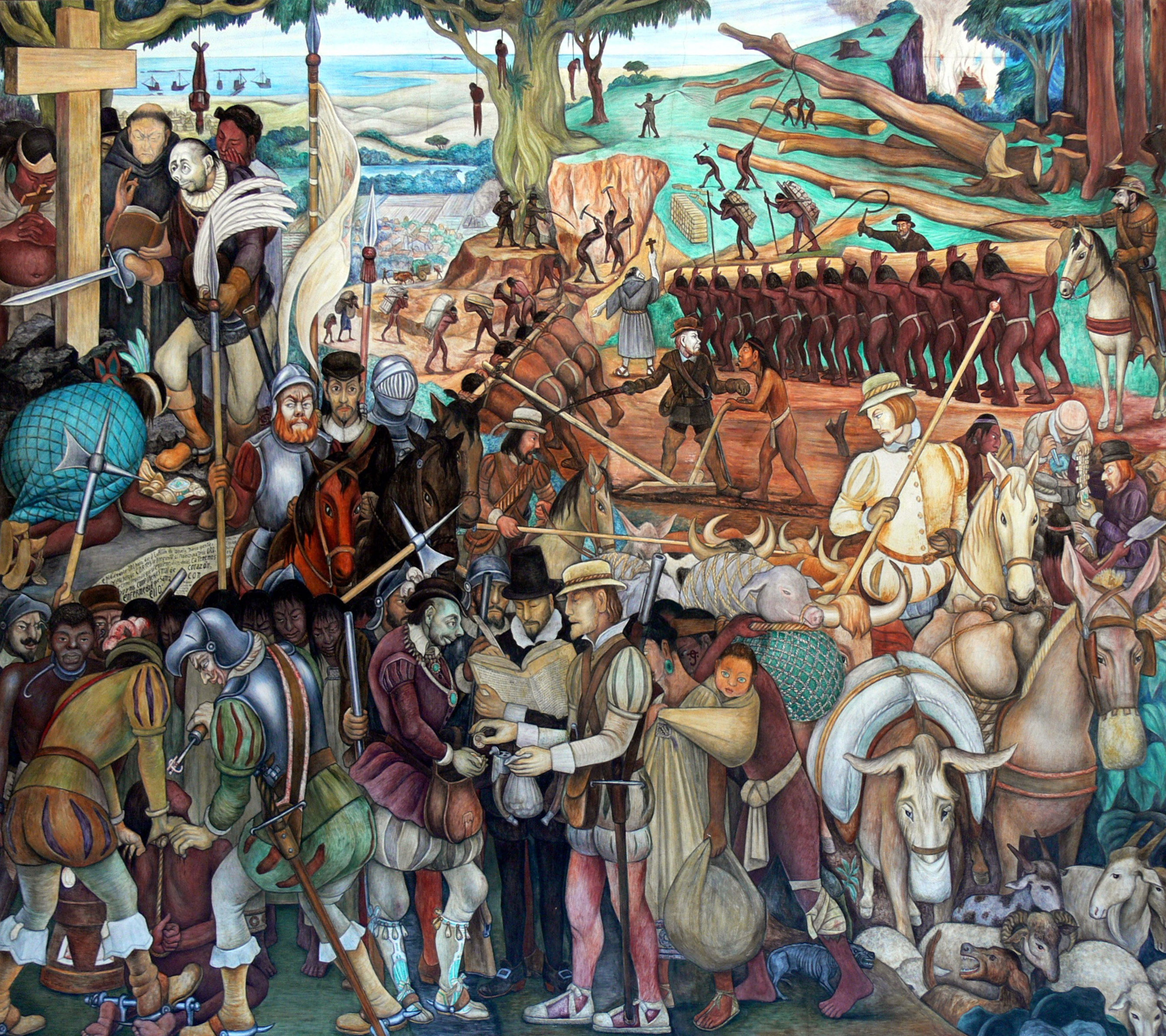
Los muralistas a menudo fueron influenciados por la leyenda negra sobre España y la dialéctica marxista de la lucha de clases, representando a los pueblos autóctonos como la clase oprimida (una analogía del trabajador y el proletariado) mientras que la clase gobernante burguesa vendría a ser representada por los españoles, los criollos, los mestizos ricos y la Iglesia católica.

Los orígenes del indigenismo pueden rastrearse hasta el sermón de diciembre de 1511 del fraile dominico Antonio de Montesinos. Desde entonces, el indigenismo tomó diversas forma a lo largo del tiempo, y es posible hablar de indigenismo desde la administración virreinal española, aunque con modalidades diversas. Sin embargo, durante el siglo XIX, en los nuevos estados independientes hispanoamericanos, la preocupación indigenista perdió relevancia.
El antropólogo Franz Boas, considerado el padre fundador de la antropología social, concibió una Escuela Internacional de Arqueología y Etnología Americana con énfasis en el hemisferio occidental, aunque su visión no llegó a materializarse.[cita requerida]
En México, las políticas indigenistas comenzaron a tomar forma con la Revolución de 1910. Un incremento de estas políticas fue visible a partir de 1920, en el contexto de la estabilización política posrevolucionaria. Estas políticas buscaban la asimilación, hispanización y nacionalización de la población amerindia a través de la educación. Desde 1936, el Departamento de Asuntos Indígenas ha coordinado la integración de la población indígena, tarea que partir de 1939 pasó al Instituto Nacional de Antropología e Historia (INAH).
Un nuevo giro interamericano se produjo en la década de 1920, cuando México impulsó programas de asimilación a través de la educación y en Estados Unidos se comenzó a cuestionar la política de reservas indígenas. Tras la derrota militar de los pueblos originarios a finales del siglo XIX, tanto EE. UU. como Canadá implementaron políticas estrictas de reservas. Sin embargo, en los años veinte, las precarias condiciones económicas y sociales en estos territorios generaron críticas. 
En respuesta, el presidente Franklin D. Roosevelt promovió una nueva política indigenista: designó a John Collier como Comisionado del Bureau of Indian Affairs, cargo que ocupó entre 1933 y 1945. En el marco del New Deal fue conocida como el Indian New Deal («nuevo trato indio»).
En 1931, John Collier y el antropólogo mexicano Manuel Gamio discutieron la necesidad de crear una organización interamericana que coordinara datos antropológicos y promoviera el intercambio de experiencias en políticas indigenistas. La idea fue debatida formalmente en la Octava Conferencia Panamericana (Lima 1938) y derivó en la creación del Primer Congreso Indigenista Interamericano, celebrado en 1940 en Pátzcuaro, México (originalmente planificado para La Paz, Bolivia). En este congreso, los delegados aprobaron la fundación del Instituto Indigenista Interamericano (I.I.I.), con sede en Ciudad de México. En 1942, el I.I.I. fue inaugurado y, tras la inesperada muerte de Moisés Sáenz, su principal impulsor, Manuel Gamio asumió la dirección del instituto, cargo que mantuvo hasta su fallecimiento en 1960.
Tras el Primer Congreso Indigenista Interamericano, el indigenismo se consolidó como la política oficial de diversos estados de América. Así, las ideas y acciones estatales en relación con las poblaciones indígenas quedaron bajo el paraguas del «indigenismo».Sin embargo, han surgido corrientes críticas, como el «anarcoindigenismo», que promueven un indigenismo ajeno a la política estatal, vinculado al anarquismo.
Desde finales del siglo XX, el término indigenismo ganó importancia para referirse a ciertas organizaciones indígenas en América Latina.[cita requerida]

## Política indigenista
Los primeros antecedentes de una política indigenista se encuentran en las Cortes de Cádiz, donde liberales y reformistas intentaron representar a la población indígena.

A partir de estos antecedentes en Cádiz, donde los diputados criollos abogaron por la integración del indio a la nación española es que nace el indigenismo decimonónico en América, la cual busca integrar al indio en la sociedad moderna.
Dr. Alzamora Valdez, 1949

Los pueblos indígenas han sido históricamente relegados a la periferia, en regiones de refugio apartadas de los centros políticos, en zonas consideradas inhóspitas o en los cinturones de pobreza de las ciudades. Según el enfoque indigenista, su integración requiere participación ciudadana y social, así como apoyo externo que facilite su desarrollo y autonomía.
El antropólogo Jaime Beltrán sostiene que, en las regiones de refugio donde han logrado sobrevivir la mayoría de las comunidades aborígenes, lo urbano predomina sobre lo rural. Estas comunidades se convierten en satélites y establecen relaciones asimétricas con otros sectores de la población, quedando en una posición subordinada dentro del hinterland, dominado por grupos de poder. El indigenismo, en este sentido, ha buscado liberar a los pueblos indígenas de estas condiciones de explotación y marginalidad.
A diferencia del supremacismo blanco y del igualitarismo liberal, el indigenismo reconoce la especificidad de las culturas indígenas y su derecho a recibir un trato especial para compensar siglos de discriminación, perjuicios y exclusión.[cita requerida] No obstante, cuando los indigenistas plantean la integración de los indígenas a la sociedad nacional y global, asumen que esta última posee los elementos que permitirían su "redención", considerando que la inclusión en la sociedad dominante es la vía para su desarrollo.
El sociólogo Alejandro Marroquín señala que el indigenismo como política de los estados, busca "atender y resolver los problemas que confrontan las poblaciones indígenas, con el objeto de integrarlas a la nacionalidad correspondiente". Clasifica el indigenismo en cuatro variantes:
- Indigenismo político, reformista o revolucionario: surgesurguecomo propuesta para la participación indígena en procesos de transformación nacional, como en las revoluciones mexicana y boliviana. Su énfasis está en la reivindicación social, la lucha por la tierra y la confrontación política con gamonales, caciques, latifundistas y burócratas
- Indigenismo comunitario: variante del indigenismo político que busca fortalecer la propiedad colectiva de la tierra y preservar los usos y costumbres comunitarios.
- Indigenismo desarrollista: propone la integración de los pueblos indígenas y sus territorios en el desarrollo económico y el mercado. No obstante, este enfoque ha sido criticado por sus efectos negativos, como el impacto ambiental, la emigración y la creciente diferenciación social entre una minoría privilegiada y una mayoría empobrecida (Dietz, 1995).
- Indigenismo antropológico: ha servido de base tanto para el indigenismo político como para el indigenismo desarrollista, proporcionando marcos teóricos y metodológicos para su implementación y evaluación.

## Indigenismo por país

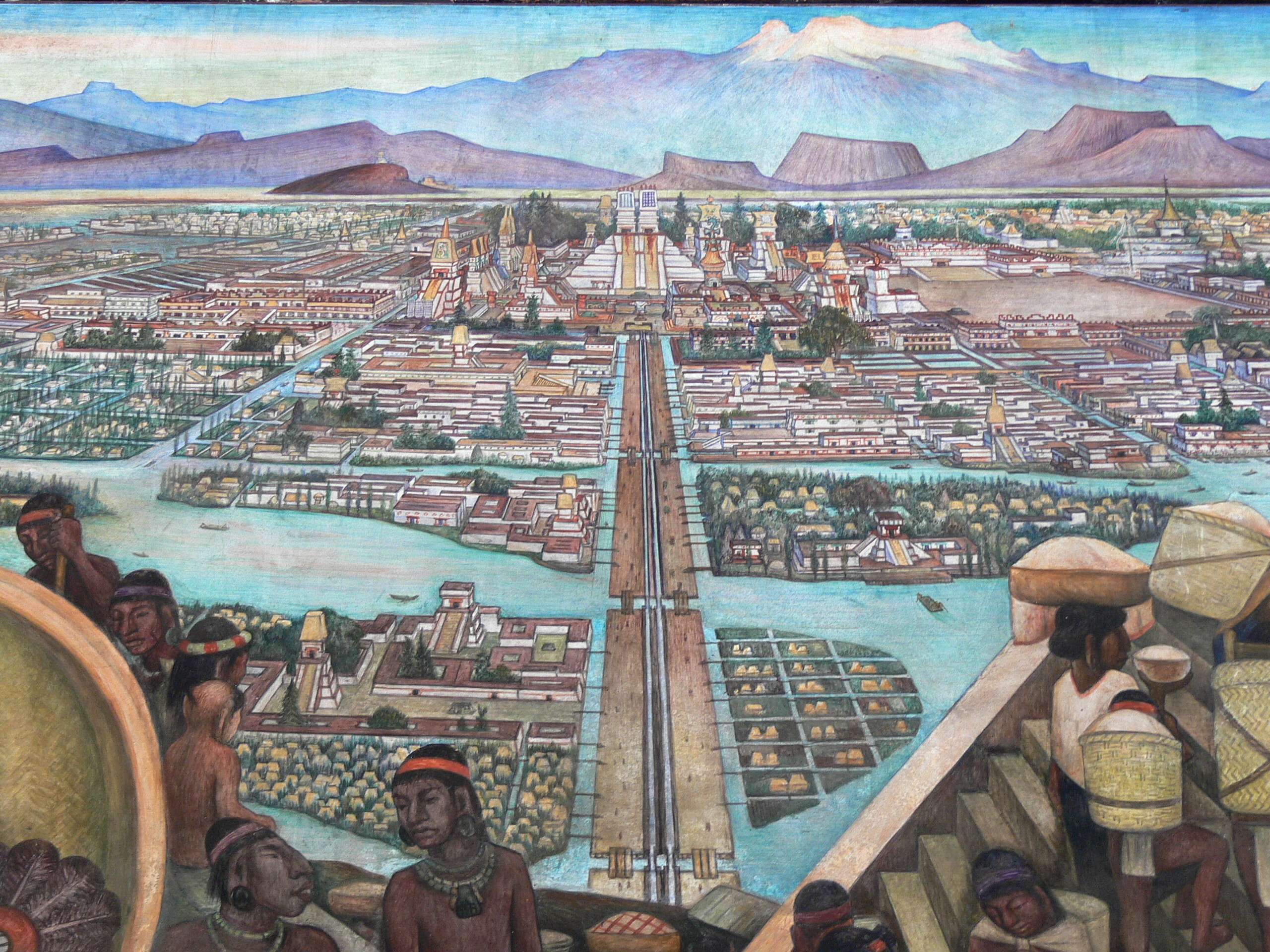
Mural de Diego Rivera muestra la ciudad prehispánica mexica de Tenochtitlán.

### México
En México, el indigenismo surgió en el año de 1940 en Pátzcuaro. Los gobiernos surgidos de la Revolución intentaron forjar una nación en torno a un proyecto nacional, por ello la política indigenista se entendió como un diseño del Estado para modificar la manera de ser de los pueblos indígenas. El congreso indigenista fue convocado por Lázaro Cárdenas.
Esto fue social y conflictivo, cuyo eje principal fue el cuestionamiento de la condición política de los pueblos indígenas y sus derechos. Para el indigenismo del siglo XX, el indio es una categoría específica de orden fundamentalmente socioeconómico, en tanto que la distinción étnica pasa a un carácter secundario. Los indígenas se consideran como marginados, en tanto que no participan de los "beneficios de la civilización", aunque sí de sus perjuicios: explotación, opresión, violencia, violación de los derechos humanos, desnutrición, epidemias y pobreza.

### Perú
Originalmente, la retórica pro-inca del nacionalismo criollo post-independencia logró coexistir con un poderoso anti-indigenismo, bajo el lema de "Incas si, Indios no" durante gran parte del siglo XIX. Aunque tras la guerra hispano-sudamericana, hubo tibios intentos de promoción del indigenismo, fundándose la Sociedad Amiga de los Indios, habiendo personajes en la Revista de Lima, como el pintor Francisco Laso, que propagaban la idea de integrar el indio a la nación, pero al final se abortaron proyectos para una legislación tutelar indígena, sobre todo tras la rebelión de Túpac Amaru III.
En el Perú, el indigenismo cultural fue un movimiento literario y artístico surgido en los años 1930. Sus principales representantes son Luis E. Valcárcel, José María Arguedas (en literatura), Martín Chambi (fotografía), José Sabogal (pintura) y Daniel Alomía Robles (música). Es necesario precisar que el indigenismo no se limita a unas fechas de inicio y final, sino que es una fuerte corriente artística que abarca casi todo el siglo XX y se desarrolla paralela a otros estilos, escuelas, corrientes y generaciones literarias del país.
Su evolución histórica podría clasificarse de la siguiente manera:
1. Literatura de la "Conquista" (Los cronistas quienes son observadores del medio geográfico, historia y realidad de los indígenas). Pero destacan entre ellos los llamados "Cronistas Indígenas y Mestizos": Guaman Poma de Ayala y el Inca Garcilaso de la Vega.
2. Literatura del periodo de Emancipación: Mariano Melgar, toma el tema del indígena en la composición de sus yaravíes, con características propias del harawi prehispánico, especie lírica quechua.
3. Literatura peruana a finales del siglo XIX (el movimiento literario predecesor del indigenismo es el realismo, liderado por Manuel González Prada con el artículo Nuestros indios y la máxima exponente Clorinda Matto de Turner con la novela Aves sin nido).
4. Literatura a inicios del siglo XX (Modernismo, en la poesía, José Santos Chocano que toma el mestizaje americano como tema de su producción literaria y Ventura García Calderón con su obra La venganza del cóndor).
5. Literatura a inicios del siglo XX (Posmodernismo - Grupo Colónida, liderado por Abraham Valdelomar)
6. Literatura propiamente indigenista (inicios del siglo XX y se considera 1920 como fecha inicial, con la publicación de Cuentos andinos). Los autores más importantes son José María Arguedas, Luis Eduardo Valcárcel Vizcarra, Ciro Alegría, Enrique López Albújar, Gamaliel Churata y Eleodoro Vargas Vicuña.
7. Literatura neoindigenista (en la década de 1960 y 70, mayor exponente: Manuel Scorza).

En el ámbito literario peruano, el indigenismo se destacó por la reivindicación del indígena. Se centró en presentar la problemática desde la perspectiva interna del indígena, evitando idealizarlo. Su función principal fue la de denunciar las condiciones de explotación y marginación del indígena, más que ofrecer soluciones[cita requerida].

Autores como Julio C. Tello, se oponen al hispanismo, revalorizando la antigua cultura incaica […] Desgraciadamente, la cultura india viva, actual, no será objeto de una revaloración paralela.
Saintoul, 1988

Los máximos representantes del indigenismo abordan la reivindicación desde distintos enfoques. Luis E. Valcárcel contrasta la cultura peruana antigua con la herencia en las poblaciones indígenas contemporáneas, denunciando el sistema de explotación, de aniquilación y de ostracismo en su obra Tempestad en los Andes. José María Arguedas expone el indigenismo desde sus raíces y revela la conciencia social del indígena en Los ríos  profundos. Ciro Alegría presenta la condición dramática de las comunidades en la sierra norte en El mundo es ancho y ajeno. Enrique López Albújar narra hechos, costumbres, tradiciones y paisajes del pueblo andino en Cuentos andinos.[cita requerida].
En el ámbito político, surgió ya durante la segunda mitad del siglo XIX, especialmente en el periodo de la Reconstrucción Nacional, como respuesta al surgimiento del hispanismo decimonónico en el Perú. Lima se convirtió así en el principal baluarte de estos intelectuales que buscaban la integración del indio a la sociedad.

Lima fue la que empezó a desarrollar por primera vez el indigenismo, corriente creada por los intelectuales criollos venidos de Europa en el siglo XIX, la que tuvo como base, pese a sus múltiples variaciones de pensamiento, la reivindicación del indígena peruano y la exaltación de sus atributos, desde una perspectiva idealista basada en el pensamiento roussoniano del buen salvaje.
Dr. Alzamora Valdez, 1949

Sin embargo, llegaría a tener una aplicación relevante a partir del Oncenio de Leguía y su proyecto de Patria Nueva, en el que se planteó la Modernización de la nación peruana y la necesaria inclusión del indígena en tal proyecto. Así, se logró el reconocimiento constitucional de las instituciones comunales de tradición indígena (como el Aillu), y dio su apoyo inicial a los movimientos universitarios que pedían reformas políticas y económicas, en el que se incluía a los movimientos indigenistas, movilizándose a los núcleos intelectuales regionales y creándose las condiciones materiales y culturales propicias para el surgimiento de la primera generación de la intelligentsia política peruana que daría forma a los grupos que defendían causas populares (como los indigenistas) en los años venideros. Sin embargo, durante la segunda etapa del Oncenio (desde 1923) se produjo el desmantelamiento de instituciones que buscaran proteger a los indígenas, además de masacrar movimientos indígenas rebeldes. Aun así, se instituyo el Día del indio.

Os ruego, también, hacer saber a los indios del Sur, cuya confianza en mí traduce esa frase repetida por vos, que llega hasta lo más hondo de mi peruanismo, que yo los considero como los más útiles colaboradores de mi obra.
Augusto B. Leguía, 1920

Formar la unidad nacional y fortalecer el patriotismo sobre todo en un pueblo como el nuestro que debe hermanar su fe irreductible en el porvenir con el orgullo de su admirable pasado que simboliza un Inca, un Virrey y un Libertador (...) Hace ya mucho tiempo que he querido transformar desde los cimientos la condición del indio en el Perú. El indio es tan peruano como nosotros y debe tratársele como tal.
Augusto B. Leguía, 1926

Por otra parte, durante el gobierno de José Luis Bustamante y Rivero, se dispuso la creación del Instituto Indigenista Peruano, que dependía del Ministerio de Justicia y Trabajo (presidido por José R. Alzamora), siendo instaurado el 21 de febrero de 1947, nombrado Luis E. Valcárcel como su primer director, tuvo los siguientes objetivos:

En el plan de acción de este organismo del Estado, figuran el otorgamiento de amplias y efectivas garantías a la propiedad rural indígena; una mejor orientación económica y cultural de las masas aborígenes; el mejoramiento de las condiciones higiénicas y sanitarias de las Comunidades; la protección de las artes e industrias aborígenes; la formación de cooperativas de producción y consumo; el establecimiento al crédito rural para la modernización de los métodos de trabajo agrícola, adquisición de ganados, semillas y transportes, etc.
Alzamora 1948: 21

Luis E. Valcárcel ofreció un extenso discurso en la inauguración del Instituto Indigenista Peruano. La amplitud del documento se debe a la inclusión de una descripción detallada sobre los logros obtenidos en el “Experimento del Lago Titikaka”, proyecto educativo dirigido a mejorar la educación indígena ejecutado en colaboración con el Ministerio de Educación de Bolivia. La propuesta tuvo como objetivo estructurar el sistema escolar en Unidades Geosociales; precisamente, aspiraba a conformar una unidad educativa con las escuelas que guardaban semejanzas geográficas, económicas, sociales e históricas. El éxito de esta propuesta educativa posibilitaría su réplica en todo el Perú, con la que se lograría reducir la dispersión y el aislamiento padecidos por la escuela en los Andes (Valcárcel, 1948, p. 30).
Posteriormente, en el Gobierno militar de Manuel Odría, que se propuso el objetivo de practicar una política indigenista desde un pensamiento científico (buscando comprender tema racionalmente y fomentando editoriales como Perú Indígena), se creó la Dirección General de Asuntos Indígenas anexo al Ministerio de Trabajo y Asuntos Indígenas. También se daría el Segundo Congreso Indigenista Interamericano en el Cuzco para el año 1952, cuyo representante peruano fue el general de brigada Armando Artola, también ministro de Justicia y Trabajo y nominado a ser el presidente de este congreso, en el discurso de apertura expuso que el estado debía asumir un papel protector a través de políticas que subsanen las injusticias sociales:

El problema indígena es tal por la innegable inferioridad individual y colectiva de nuestro aborigen; inferioridad que no es solo retraso debido a causas históricas o ineludibles factores sociales de estancamiento; sino también y por desgracia, consecuencia imputable a nuestra deficiente organización. Planteada como innegable la existencia del problema indígena, surge para nuestros Estados la obligación ineludible de afrontarlo para desenvolver en este aspecto de nuestra realidad social la misma política social de acción e intervención protectoras que se le ha exigido e impuesto ahí donde ha sido necesario corregir alguna irregularidad o reparar alguna injusticia.
Artola 1952: 63-64

Sin embargo, el gobierno tomaría soluciones que no necesariamente siguieran las pautas de la IIP, por ejemplo: Se constituyeron colonias indígenas de trabajo colectivo, se desarrollaron granjas modelo, agrícolas y ganaderas, se instituyo la Dirección de Educación Indígena, así como el Proyecto Vicos, además del Programa Puno-Tambopata o el Plan del Sur (que tenía el patrocinio del Gobierno de Estados Unidos), provocando que el estado desarrollara el Plan Nacional de Integración de la Población Aborigen (PNIPA), anexado al Ministerio de Trabajo y Asuntos Indígenas, para diciembre de 1959. Por estas políticas, el IIP fue desplazado a únicamente realizar investigaciones, pero que no siempre lograron conseguir los recursos necesarios, además que no se hizo referencia a que las causas dentro de la marginación y explotación del indio estuvieran en las relaciones productivas, económicas o de poder de la oligarquía terrateniente (pese a estar en declive), pero pese a ello se logró expulsar a las posturas extremistas y radicales que impidieran la objetividad del análisis. Sin embargo, entraría en decadencia tras el Gobierno Revolucionario de la Fuerza Armada.

### Brasil
En 1910 fue creado en Brasil el Servicio de protección del indio, dirigido por Cândido Rondon. El servicio de protección del indio reconoció la importancia de las culturas vernáculas y reconoció la posesión de algunas tierras a grupos autóctonos. A partir de 1940 el indigenismo adquirió nuevo interés después de los estudios de etnólogos y antropólogos como los hermanos Villas Boas. En 1961 fue creado el parque nacional do Xingú. En 1973 con el Estatuto do Indio se ha definido el estatus del indígena en términos jurídicos. En la Constitución de Brasil del 1988 se ha declarado que los indios son los primeros y naturales señores de la tierra. A partir de 1992 con la demarcación de la Tierra indígena Yanomami se ha empezado a crear numerosas tierras indígenas. Actualmente las tierras indígenas en Brasil son 672, sumando a un total de 1.106.000 kilómetros cuadrados (el 13 % del total del país). Los críticos de la demarcación de Tierras indígenas de Brasil han argumentado que la extensión de estas es desproporcionada comparado al total de la población indígena del país (0,41 % del total, según las estadísticas oficiales). Además estos críticos argumentan que la extensión de las tierras indígenas pone en riesgo la seguridad nacional y la producción agrícola y de ganado.

### Ecuador
Empezó a inicios del siglo XX en Ecuador como producto de tres factores importantes: el surgimiento de la arqueología con González Suárez, la secularización de la sociedad a partir de la separación de la iglesia y el estado, así como de la guerra contra Perú. Los autores importantes de esta época fueron Benjamín Carrión, Pío Jaramillo Alvarado y Jorge Icaza, principalmente, quienes a través de la sociología y la literatura buscaron a su vez tres importantes objetivos, en resumen:[cita requerida]
- Escribir la historia de los indígenas en los distintos territorios de ese país desde la era preincásica hasta la republicana con el objetivo de reconocerlos como sujetos históricos.
- Impulsar cambios legales que los incorporen a la vida nacional de Ecuador.
- Reconocer el problema de la tierra (especialmente buscando la abolición del concertaje) como base fundamental del problema del indígena.

## Crítica al indigenismo
El antropólogo Guillermo Bonfil (1970) y las Declaraciones de Barbados de 1975 y 1977 plantearon alternativas al indigenismo. La primera fue firmada por antropólogos, mientras que la segunda contó con la participación de líderes indígenas. Bonfil cuestionó los estudios antropológicos que se enfocaban exclusivamente en comunidades o etnias sin articular un análisis estructural de la sociedad global. Argumentó que la explotación de los pueblos indígenas fue esencial en la economía colonial y continuó mediante formas indirectas dentro del sistema capitalista internacional. En la mayoría de los casos no se produjo ni aislamiento ni desarrollo autónomo, sino una "sujeción vicarial" que permitió la expansión de la sociedad dominante a expensas de los pueblos indígenas.
Bonfil rechazó el indigenismo paternalista que buscaba "salvar al indio de sí mismo". En su lugar, propuso el "etnodesarrollo" como alternativa a la integración forzada y al desarrollismo. Las organizaciones indígenas han asumido demandas de autonomía y autodeterminación. Con el tiempo, los estados han comenzado a reconocer la diversidad cultural como una riqueza. El indigenismo etnocentrista ha perdido terreno ante enfoques pluriculturales, aunque el debate sigue vigente en el siglo XXI.
Para defensores de los derechos indígenas como Stephen Corry, la raíz de la opresión radica en la subordinación de los pueblos indígenas a la sociedad mayoritaria. Frente a las propuestas indigenista de asimilación o aislamiento, debe prevalecer el derecho a la autodeterminación. 
La socióloga Marie-Chantal Barre señala que la política indigenista no aborda el problema de fondo. En su opinión, se limita a redefinirlo como un problema de integración. Esta integración implica un proceso unilateral de aculturación, donde la identidad indígena se diluye en favor del sistema dominante.
Algunos críticos han señalado que ciertos movimientos indigenistas han difundido una visión historiográfica parcializada con sesgo anticolonial. Se les acusa de recurrir a la Leyenda negra española para desarrollar una nueva forma de nacionalismo que privilegia la identidad indígena en detrimento de la hispanidad. Según esta perspectiva, el indigenismo no busca conciliar ambas identidades, sino imponer la indianidad al considerar la hispanidad una construcción de las élites criollas para desvalorizar la cultura indígena. Esta postura ha generado un nuevo conflicto social al desconocer el legado hispánico como parte fundamental de la identidad continental:

Naciendo así, un movimiento antagónico, ideológico, llamado indigenista, por parte de intelectuales del sur y de Lima, quienes, paulatinamente, dirigieron sus esfuerzos a la construcción de una nueva identidad nacional, con base en la cultura autóctona del país, de origen precolombino, que, entre líneas, “mantenía cierta esencia, pese a los siglos de adversidad”.
Tantaleán, 2016

A propósito, el indigenismo fue planteado por mestizos. Es verdad que resaltó los valores de la cultura del Perú antiguo y que se opuso al hispanismo -a veces no sin demagogia-, como también que "cayó en una exageración: el etnocentrismo indigenista”.
Matos Mar, 1992

Por otra parte, críticos del indigenismo, especialmente desde posturas indianistas, sostienen que esta corriente no surgió desde las comunidades indígenas, sino que fue impulsada por intelectuales de clases medias y acomodadas, entre ellos hijos de terratenientes .

El indigenismo despejó en parte el camino del indio, pero no por un propósito de apoyar la emergencia de estas poblaciones, sino más bien como secuela del repudio a las tesis hispanista
Saintoul, 1988

## Exponentes como movimiento artístico
| - Camilo Blas - Enrique Camino Brent - Oswaldo Guayasamín - Cota Carvallo - Julia Codesido - Elena Izcue - José Sabogal - Jorge Vinatea Reynoso - Marina Núñez del Prado - Cecilio Guzmán de Rojas - Frida Kahlo - Diego Rivera - David Alfaro Siqueiros - José Clemente Orozco - Rufino Tamayo - Roberto Montenegro - Leoncio Sáenz |